# Lawrence Edward Watkin
Pour les articles homonymes, voir Watkin.
Lawrence Edward Watkin (né le 9 décembre 1901 à New York et mort le 16 décembre 1981 à San Joaquin en Californie) est un scénariste et producteur de cinéma américain.

## Filmographie
- 1947 : Keeper of the Bees
- 1950 : L'Île au trésor (Treasure Island) d'après Robert Louis Stevenson
- 1950 : La Vallée des castors (Beaver Valley)
- 1952 : Robin des Bois et ses joyeux compagnons (The Story of Robin Hood and His Merrie Men)
- 1953 : La Rose et l'Épée (The Sword and the Rose) d'après Charles Major
- 1954 : Échec au roi (Rob Roy, the Highland Rogue)
- 1956 : L'Infernale Poursuite (The Great Locomotive Chase) : Producteur et scénario
- 1958 : Lueur dans la forêt (The Light in the Forest) d'après Conrad Richter
- 1959 : Darby O'Gill et les Farfadets (Darby O'Gill and the Little People) d'après Herminie Templeton Kavanagh
- 1960 : Les Dix Audacieux (Ten Who Dared)
- 1972 : Les Aventures de Pot-au-Feu (The Biscuit Eater)

## Œuvre
- On Borrowed Time, New York and London, 1937
- Geese in the Forum, New York and London, 1940
- Thomas Jones and His Nine Lives, New York, 1941
- Gentleman from England, New York, 1941
- Marty Markham, New York, 1942 (LCCN 42021068), adapté par le studio Disney à la télévision sous le nom The Adventures of Spin and Marty (1955). En France, deux romans adaptés de Marty Markham ont paru chez Hachette dans la collection Nouvelle Bibliothèque rose :
  - 1958 : Le Ranch des trois fanions (Spin and Marty), Lawrence E. Watkin ; traduction de Georges Pitoëff ; illustrations de Henri Dimpre[1].
  - 1960 : Retour au ranch des trois fanions (Spin and Marty trouble at triple R), de Lawrence E. Watkin ; traduction de Georges Pitoëff ; illustrations de Henri Mercier[2].
- Darby O’Gill and the Little People, New York, 1959